# Zaccaria Trevisan (politico 1370)
Zaccaria Trevisan (Venezia, 1370 – Padova, 1414) è stato un politico, diplomatico e umanista italiano.

## Biografia

### Famiglia e formazione
Figlio di Giovanni, proveniva da un ramo della famiglia Trevisan, residente a San Stae, che era entrato nel patriziato in tempi recenti: ad essere nobilitato fu infatti il nonno Paolo che, in occasione della guerra di Chioggia, aveva offerto il proprio aiuto finanziario alla Repubblica per il mantenimento di soldati.
Laureatosi all'Università di Bologna in utroque iure, si distinse ben presto per cultura e carisma. Professore di diritto canonico presso lo stesso Studio, nel 1394 Pellegrino Zambeccari, cancelliere della città di Bologna, a nome dei rettori dell'Ateneo, lo raccomandò a papa Bonifacio IX perché lo ponesse alla guida del patriarcato di Aquileia in sostituzione del defunto Giovanni Sobieslaw di Moravia. Il pontefice, tuttavia, gli preferì Antonio Gaetani.
Nello stesso anno sposò Caterina di Giovanni Marcello, legandosi così a una delle più prestigiose casate veneziane. Da lei ebbe cinque figli: Giovanni, Daniele, Andrea, Elisabetta e Zaccaria iunior (nato postumo); quest'ultimo percorse al pari del padre una ragguardevole carriera politica.

### Carriera politica e diplomatica
Nel 1397 lasciò l'Università di Bologna e si stabilì a Firenze, dove fu podestà fino al 1398. In questa occasione divenne amico di Leonardo Bruni e Coluccio Salutati.
Particolarmente apprezzato per le capacità politiche e le doti di equilibrio, fu chiamato a Roma da Bonifacio IX per assumere la carica di senatore il 1º luglio 1399. Durante questo mandato, contribuì a sventare una congiura ai danni del papa ordita da Niccolò Colonna, mettendosi alla guida della difesa della città e del pontefice. Questi, riconoscente, gli concesse una corresponsione di 500 fiorini d'oro che si aggiungevano al suo stipendio ordinario; i soldi furono elargiti direttamente dal marchese d'Este, sottraendoli dal tributo che pagava al papa in quanto signore di Ferrara.
Il 7 maggio 1400 fu ancora a Firenze in qualità di ambasciatore del papa, per tornare poi a Venezia dove entrò subito al servizio della Repubblica. Nello stesso anno fu nominato ambasciatore a Ferrara, dove era in corso la contesa tra Niccolò III d'Este e il signore di Faenza Astorgio Manfredi. Il primo pretendeva dall'altro la restituzione dello zio Azzo X d'Este, con cui era in lotta per la successione, e lo aveva ricattato imprigionando la moglie, il figlio Gian Galeazzo, la nuora e la sorella di questa. La vertenza fu risolta dalla Serenissima e certamente Trevisan ebbe un ruolo di primo piano: alla fine il Manfredi consegnò Azzo X ai veneziani che lo confinarono a Candia a spese di Niccolò III, mentre i familiari del marchese furono liberati.
Nel 1402, assieme a Giovanni Mocenigo e a Lodovico Loredan, negoziò l'acquisto di Corfù, che venne ceduta il 16 agosto dal Ladislao di Napoli. Nel 1403 si portò a Genova per discutere dei danni subiti dai mercanti veneziani a Cipro e a Rodi a causa di due galee genovesi. Nello stesso anno fu inviato a Candia in qualità di capitano, dove rimase fino al dicembre 1404.
Verso la fine della guerra di Padova, che vide la definitiva sconfitta dei Carraresi e la completa conquista del Veneto da parte di Venezia, fu richiamato in patria per essere nominato proveditor in campo e, al termine del conflitto, fu creato primo capitano di Padova fino al 1407. Nello stesso anno tornò a Ferrara per esigere da Niccolò d'Este il pagamento di prestiti a lui concessi dalla Repubblica.
Nel dicembre 1407 assunse l'incarico più prestigioso. Con Marino Caravello, fu a capo di una delegazione che aveva lo scopo di risolvere lo scisma che sin dal 1378 vedeva contrapposti papa Gregorio XII e l'antipapa Benedetto XIII. Il 31 dicembre, a Foiano, pronunciò davanti al pontefice un discorso che riscosse grandissima ammirazione, tanto da venire trascritto in diversi manoscritti. Un'altra orazione fu pronunciata il 17 gennaio 1408 davanti all'antipapa. Esortò entrambi a rinunciare alla propria carica per risolvere la questione ma, di fronte all'ostinato rifiuto dei due, nel giugno fu richiamato a Venezia dove fu nominato capitano di Verona. Nel novembre 1409 fu nominato conte di Zara, dopo che Ladislao di Napoli aveva ceduto la città alla Repubblica. Nel 1412 fu chiamato a governare Sebenico e nel 1413, infine, tornò in Veneto per assumere nuovamente la carica di capitano di Padova.
Fece testamento l'8 gennaio 1414, morendo a Padova nei primi mesi di quell'anno.

### Umanista
Uomo di grandissima cultura, partecipò al movimento umanistico: fu in contatto epistolare con Pietro Paolo Vergerio, amico, come già visto, del Salutati e del Bruni ed ebbe un legame molto stretto con Francesco Barbaro, che citò nel suo testamento come «mio verissimo amigho el quale ho amado come fiuolo». Questi era infatti rimasto orfano del padre in giovane età e il Trevisan ne aveva seguito la formazione. Il Barbaro, riconoscente, lo citò spesso nel De re uxoria, così come in lettere e postille allegate ai codici dove studiava, esprimendo ammirazione e affetto. 
Con Guarino Veronese, fu uno dei principali sostenitori di quella corrente di ispirazione ciceroniana secondo la quale la storia rappresentasse il principale strumento etico e politico per affrontare il presente.
Nel 1442 Marco Donà compose l'orazione In laudes Zachariae Trivisani, ulteriore testimonianza delle sue doti umane e politiche, nonché della sua passione per le lettere greche.